# 朱栻
朱栻（1450年—？），字良用，直隸蘇州府崑山縣人，民籍，明朝政治人物。

## 生平
成化十三年（1477年）丁酉科應天府鄉試第九十四名舉人。成化十七年（1481年）中式辛丑科會試第二十四名，三甲第一百零一名進士。授浙江蕭山縣知縣。

## 家族
曾祖朱衍；祖父朱璲；父朱昊，母梁氏。具庆下。